# Synagoge Nordeck (Allendorf)

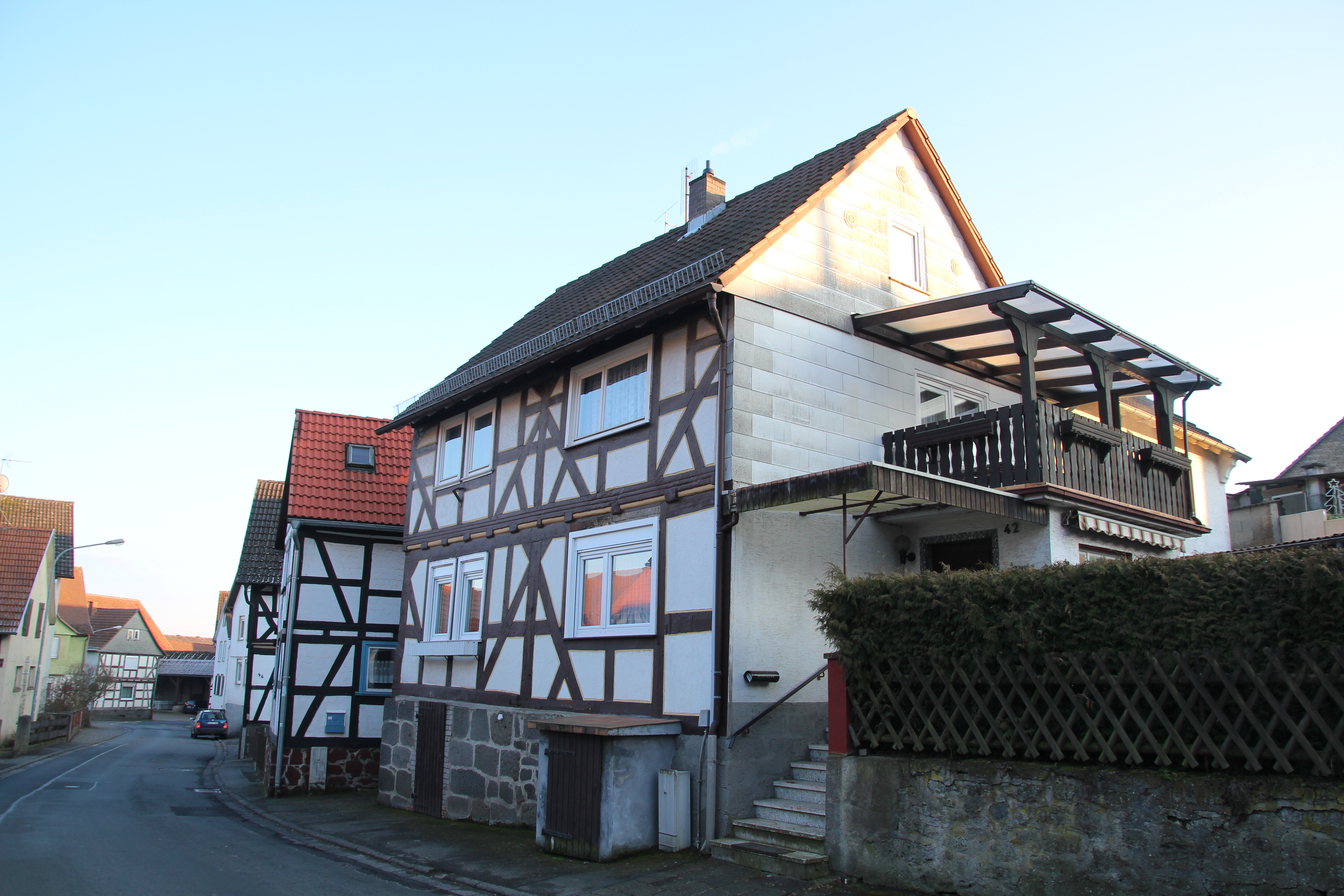
Ehemalige Synagoge in Nordeck

Die Synagoge in Nordeck, einem Ortsteil der Stadt Allendorf im mittelhessischen Landkreis Gießen, wurde Anfang des 19. Jahrhunderts in einem Fachwerkhaus eingerichtet. Die profanierte Synagoge steht an der Rabenaustraße 42, sie ist ein geschütztes Kulturdenkmal.

## Geschichte
Zunächst war vermutlich ein Betraum in einem der jüdischen Häuser eingerichtet. Anfang des 19. Jahrhunderts konnte die Jüdische Gemeinde Nordeck ein in der Mitte des 18. Jahrhunderts erbautes Fachwerkhaus erwerben und zu einer Synagoge umbauen. 
Beim Novemberpogrom 1938 wurde die Synagoge auf Grund des Widerstandes des damaligen Bürgermeisters nicht zerstört. Nach 1938 wurde das Synagogengebäude zu einem Wohnhaus umgebaut. 

## Beschreibung
„Traufständiges Fachwerkgebäude des 18. Jahrhunderts auf hohem Quadersockel. Ursprünglich zu Wohnzwecken errichtet, wurde es ab dem Beginn des 19. Jahrhunderts als Synagoge genutzt. Wichtige Details des zweizonigen Baus sind die Streben mit Gegenstreben und Kopfwinkelhölzern an Eck- und Bundständern, die profilierte Schwelle des Obergeschosses und die gerundeten Füllhölzer zwischen den Balkenköpfen.“